# 소련 영화
소비에트 연방 영화는 러시아어 영화가 주를 이루기는 하지만 러시아의 영화와 다르다. 소비에트 연방을 이루는 공화국들이 소비에트 이전의 문화, 언어, 역사를 가져왔다. 영화에 가장 눈에 띄는 기여를 한 나라는 러시아 소비에트 연방 사회주의 공화국, 아르메니아 소비에트 사회주의 공화국, 우크라이나 소비에트 사회주의 공화국등이다. 유럽 영화사에서 가장 중요한 부분 중 하나였다.
레닌은 '영화가 우리에게 있어서 모든 예술 중 가장 중요하다'고 말한 바 있다. 특히 러시아 혁명 (1905년)을 그린 에이젠스타인의 전함 포템킨은 영화 전문가들 사이에서 역사 상 최고의 영화로 꼽혀왔다.

## 대표적 영화 제작자
- 세르게이 본다르추크
- 알렉산드르 도브젠코
- 세르게이 예이젠시테인
- 레프 쿨레쇼프
- 프세볼로트 푸돕킨
- 지가 베르토프
- 텐기즈 아불라제
- 안드레이 콘찰롭스키
- 니키타 미할코프
- 알렉산드르 소쿠로프
- 안드레이 타르콥스키
- 레오니드 가이다이
- 키라 무라토바
- 세르게이 파라자노프

## 대표적 영화

### 드라마
- 전함 포템킨
- 어머니 (1926년 영화)
- 대지 (1930년 영화)
- 첫번째 선생
- 안나 카레니나 (1967년 영화)
- 무정한 로맨스

### 역사 서사
- 알렉산더 네브스키 (영화)
- 이반 뇌제 1부
- 안드레이 루블료프 (영화)
- 전쟁과 평화 (영화 시리즈)
- 시베리에이드

### 코미디
- 다이아몬드 팔
- 행운의 신사들

### 전쟁 영화
- 더 포티 퍼스트
- 학이 난다
- 병사의 발라드
- 이반의 어린 시절
- 조용한 새벽
- 고양 (영화)
- 캄앤씨

### 레드 웨스턴
- 사막의 태양
- 더 헤드리스 홀스맨

### SF
- 아엘리타 (영화)
- 솔라리스 (1972년 영화)
- 킨-자-자!

### 아트하우스/실험
- 카메라를 든 사나이
- 소이 쿠바
- 석류의 빛깔
- 솔라리스 (1972년 영화)
- 거울 (1975년 영화)
- 잠입자
- 노스텔지아 (1983년 영화)

### 아동 영화
- 더 소드 앤 더 드래곤
- 미오 민 미오

### 다큐멘터리
- 카메라를 든 사나이

### TV
- 개의 심장

## 소련의 영화 제작소
- 렌필름
- 모스필름
- 소유즈멀트필름

## 같이 보기
- 러시아의 영화
- 니카상
- 영화의 역사